# Munkholmbroen
Munkholmbroen er en 114 meter lang vejbro ca. 6 km over det inderste af Isefjorden, sydøst for Holbæk, som forbinder området omkring Holbæk (Holbæk Kommune) med Hornsherred (Lejre Kommune). Broen er 12,5 meter høj (fra midterste bue og til vandoverflade).[kilde mangler]
Broen er en lav bro forsynet med en overbygning af tre sæt jernbetonbuer med forskellig spændvidde. Broen er projekteret af Anker Engelund.
Broen er anlagt i tilknytning til en dæmning, der er anlagt over holmen og øen Munkholm til det gamle færgested Langtved med Bramsnæs Bugt mod nord og Tempelkrog, der er den inderste del af Isefjorden, mod syd.
Broen blev færdigbygget i 1951 og indviet i juni 1952 under overværelse af bl.a. daværende Minister for Offentlige Arbejder Jørgen Jørgensen og socialminister Poul Sørensen. Der var tidligere en lille passagerfærge på stedet, og Langtved Færgekro ligger ved det gamle færgested, hvor broen er forbundet med Hornsherred. Kroen nedbrændte 28. oktober 2009.
Munkholmbroen anvendes i filmene om Mig og min lillebror som broen til den fiktive ø Bomø, hvor brødrene bor, og filmene i det hele taget forgår.